# Trident (formație)
Trident a fost o formație muzicală din România, formată din Andreia Sibechi, Roxana Blagu și Loredana Poghircă.
Formația a activat în perioada 2005-2010.
Au avut peste 300 de apariții pe scenă și au colaborat cu 3rei Sud Est și DJ Project.
Formația și-a lansat primul album în iunie 2006.
Fetele au șocat după ce au apărut pe scenă cu blugii superdecupați la posterior.
Chiar dacă nu au făcut niciodată senzație cu vocile lor, fetele au avut câteva prestații notabile, ele concertând pe aceeași scenă cu Holograf, Felicia Filip, Paula Seling sau Narcisa Suciu.
Loredana a fost descoperită de impresarul Matei Miko, care căuta încă o fată pentru a înființa formația Trident.
Roxana Blagu a câștigat mai multe titluri de miss, (Miss Transilvania Fashion 2002, Miss Năvodari 2002, Miss Popularitate, în cadrul Miss Unifest 2004).
După destrămarea trupei Trident, Loredana a rămas în atenția presei grație relației amoroase cu un milionar britanic.